# Roblox Studio
Roblox Studio（ロブロックススタジオ）は、Roblox内のゲームを制作するために、Roblox Corporationが独自に開発した物理エンジンを備えたゲームエンジン。
プログラミング言語であるLuaの拡張言語Luauを使用して、誰でもRoblox上にいろいろなジャンルのメタバースプラットフォームを作成することができる。

## Roblox Studioによるゲーム開発
Roblox Studioではユーザーが自らゲームを開発することができ、開発したゲームは全世界に向けて公開することもできる。
また、Robuxを利用したゲームパスなどを作成することで、プレイヤーに課金させることも可能である。
Roblox Studioは比較的扱いやすいゲームエンジンで、ブロックを置いていくだけで、簡単なアスレチックを作ることもできる。

### Luaによる本格的なプログラム制作
Roblox Studioでは、Luauを利用して本格的なゲームを作ることも可能である。例えば、ブロックに触れた際にプレイヤーが死ぬような仕組みにしたり、ブロックが自分で動くような仕組みにもできる。
スクリプトを使用することで、かなり凝ったゲームを制作することもできる。ここでは例としてプレイヤーが触れたときに死ぬブロックのスクリプトを挙げる。
```
function
 
onTouched
(
part
)

	
local
 
h
 
=
 
part
.
Parent
:
findFirstChild
(
"Humanoid"
)

	
if
 
h
~=
nil
 
then

		
h
.
Health
 
=
 
h
.
Health
-
100

	
end

end

script
.
Parent
.
Touched
:
connect
(
onTouched
)

```

このスクリプトでは、onTouchedが定義されており、スクリプトの親に触れたHumanoid(プレイヤー)のHealth(体力)を100引くということを行っている。プレイヤーに与えられているHealthは100なので、体力が0になってしまい死ぬ、という仕組みになっている。

### プレイヤーが使用できるアイテムの制作[4]
Roblox Studioでは、プレイヤーが使用できるアイテムの制作をLuauで行うことができる。また、このアイテムに課金要素を付けることもできる。
アイテムでは、Healthを回復したり、スピードやジャンプ力を上げるといった動作も可能である。
ゲーム内容によっては、アイテムがメインになる場合もあるので、重要なポイントともいえる。
作ったアイテムは、StarterPackなどに格納しておくことで、プレイヤーがスポーンしたときにインベントリに入る。

### 3Dオブジェクトのインポート[5]
Roblox Studioでは、Wavefront(.obj)と、FBX(.fbx)ファイルのインポートに対応している。
Blender等の3Dモデリングツールで制作したモデルを読み込むことができるため、Roblox Studioのみでは作れなかったゲームなども制作することができる。実際に、同時接続数が10kを超えるゲームはほとんど他の3Dモデリングツールも利用して制作されている。
しかし、Roblox Studioではポリゴン数が10000を超えるような3Dモデルは、インポートすることができないため、注意が必要である。

### 地形の作成[6]
Roblox Studioは、現実に近い地形を生成する機能がついている。海や池といった水も生成することができるため、ワールド生成に困る際には、利用すると便利である。
また、生成された地形をもとに自分好みに編集することができる。
洞窟の有無や、地形のバイオームについても細かく設定をすることができる。
また、地形にはシード値というものもあり、シード値を変更することで地形もシード値ごとに変化する。
逆に、シード値とバイオームが一致していれば、ほかの端末でも同じ地形を生成することができる。

## Roblox StudioとChatGPT
Roblox Studioには事前にプレイヤーのプログラムは組まれてあるので、プレイヤーのコードを書く必要がない。
そのためRoblox StudioはChatGPTとの相性が良く、プログラミング初心者でもレースゲームのようなものが作れてしまう。
ChatGPTの登場により、特にRoblox Studioでの初めてのゲーム制作は敷居が下がったといえるだろう。

## 若者からの搾取
Robloxは若者からの搾取で成り立っていると問題視されている。
換金してしまうとクリエイターのもらえる収益は減ってしまう。
ゲームクリエイターのほとんどが18歳未満なことを考えると、若者からの搾取ともいえるだろう。